# Pristurus obsti
Pristurus obsti — вид геконоподібних ящірок родини Sphaerodactylidae. Ендемік Ємену. Вид названий на честь німецького герпетолога Фріца Юргена Обста.

## Поширення і екологія
Pristurus obsti є ендеміками острова Сокотра, де мешкають переважно у західній і центральній частині острова. В горах Хаджхір вони відсутні. Pristurus obsti живуть в пальмових гаях у ваді, в тамариксових і кротонових заростях, а також в мангрових заростях (Avicennia marina). Зустрічаються на висоті від 5 до 700 м над рівнем моря. Ведуть деревний спосіб життя.